# Repubblica Federale di Jugoslavia
La Repubblica Federale di Jugoslavia o anche semplicemente FR Jugoslavia (in serbo-croato: Савезна Република Југославија – Savezna Republika Jugoslavija) è stato uno Stato indipendente dell'Europa, formatasi il 27 aprile 1992 dall'unione delle repubbliche di Serbia e Montenegro (comprese le regioni autonome di Voivodina e Kosovo).
Il nome di Jugoslavia tuttavia non è mai stato accettato dalla comunità internazionale, segnatamente dall'Organizzazione delle Nazioni Unite, la quale aveva stabilito tramite propria risoluzione che lo Stato jugoslavo, rappresentante degli slavi del sud, aveva cessato di esistere nel 1992.
Anche per questo motivo, nel 2003 cambiò la sua natura da federazione a confederazione, assumendo ufficialmente il nome di Serbia e Montenegro. In seguito al referendum del 21 maggio 2006, poi, la Repubblica del Montenegro è diventata nuovamente uno Stato indipendente.

## Storia

### La dissoluzione della Jugoslavia
La Repubblica Socialista Federale di Jugoslavia si disintegrò tra il 1991 e il 1992, a seguito dell'indipendenza di Slovenia, Croazia, Macedonia e Bosnia ed Erzegovina. Le altre due repubbliche jugoslave, Serbia e Montenegro, rappresentate al Parlamento di Belgrado da 60 deputati, formarono il 27 aprile 1992 una nuova federazione denominata Repubblica Federale di Jugoslavia, la cui struttura e nome vennero ridefiniti nel 2003, quando divenne Unione Statale di Serbia e Montenegro.

### Le guerre jugoslave
Con lo scoppio delle guerre jugoslave e l'indipendenza di Slovenia, Croazia e Bosnia ed Erzegovina la Serbia rimase in pace fino al 1998, benché il governo di Slobodan Milošević e le istituzioni sostenessero, più o meno ufficialmente, i Serbi di Croazia e di Bosnia, in guerra aperta con le altre nazionalità, armando e consigliando le loro truppe.

### La guerra del Kosovo
Tra il 1998 e il 1999, continui scontri in Kosovo tra le forze di sicurezza serbe e l'Esercito di liberazione albanese (UÇK), riportati dai media occidentali, portarono al bombardamento della NATO sulla Serbia (operazione Allied Force), che durò per 78 giorni. Gli attacchi vennero fermati dall'accordo tecnico-militare di Kumanovo del 9 giugno 1999, che prevedeva il ritiro dal Kosovo di ogni forza di sicurezza, inclusi esercito e polizia, rimpiazzati da un corpo speciale internazionale su mandato delle Nazioni Unite. Il giorno dopo il Consiglio di Sicurezza dell'ONU approvò la risoluzione 1244, che prevedeva che il Kosovo rimanesse formalmente sotto la sovranità della Repubblica Federale di Jugoslavia, ma venisse di fatto amministrato dapprima da una missione temporanea dell'ONU, e poi da una forma di autogoverno.

### Il rinnovamento della federazione
Slobodan Milošević, presidente federale, rimase al potere per circa un anno dopo il conflitto del Kosovo. In seguito alle elezioni presidenziali del 24 settembre 2000, e le successive dimostrazioni popolari, fu costretto ad ammettere la sconfitta elettorale. Il 7 ottobre si insediò come presidente della Repubblica Federale di Jugoslavia Vojislav Koštunica, lo sfidante di Milošević. Con le elezioni parlamentari del 23 dicembre 2000, Zoran Đinđić divenne primo ministro. Đinđić venne assassinato mentre era in carica a Belgrado il 12 marzo 2003, da persone vicine al crimine organizzato. Subito dopo l'assassinio venne dichiarato lo stato di emergenza e i vice primi ministri Nebojša Čović e Žarko Korać assunsero la carica di primo ministro facente funzioni.
Nel 2002 il parlamento federale di Belgrado raggiunse un accordo su una ristrutturazione della Federazione, che attenuasse i legami fra Serbia e Montenegro. La Jugoslavia cessava così anche nominalmente di esistere, divenendo Unione di Serbia e Montenegro.

## Stati componenti
- Repubblica di Serbia (1990-2006)
- Repubblica di Montenegro (1992-2006)